# Marchéville-en-Woëvre
 Marchéville-en-Woëvre  es una comuna y población de Francia, en la región de Lorena, departamento de Mosa, en el distrito de Verdún y cantón de Fresnes-en-Woëvre. Hasta 1922 su nombre era sólo Marchéville.
Está integrada en la Communauté de communes du Canton de Fresnes-en-Woëvre, en la que tiene dos representantes.

## Demografía[3]
| 287 | 288 | 325 | 318 | 268 | 293 | 284 | 290 | 270 | 224 | 217 | 230 | 224 | 210 | 200 | 186 | 178 | 164 | 167 | 164 | 77 | 91 | 98 | 95 | 74 | 76 | 73 | 78 | 66 | 67 | 70 | 65 | 74 |
| Para los censos de 1962 a 1999 la población legal corresponde a la población sin duplicidades (Fuente: INSEE [Consultar]) |     |     |     |     |     |     |     |     |     |     |     |     |     |     |     |     |     |     |     |    |    |    |    |    |    |    |    |    |    |    |    |    |